# Rendez-vous à Boris Gleb
Rendez-vous à Boris Gleb est le 33e roman de la série SAS, écrit par Gérard de Villiers et publié en 1974. Comme tous les SAS parus au cours des années 1970, le roman a été édité lors de sa publication en France à 100 000 exemplaires.
L'action du roman se déroule fin septembre/début octobre 1973, essentiellement en Norvège (frontière soviéto-norvégienne), et en Suède (Stockholm) en début de roman.
Malko Linge a pour mission d'empêcher un défecteur russo-israélien de rejoindre l’URSS ou d’être tué par les Israéliens, et de le convaincre d'émigrer aux États-Unis, tout en révélant ce qu'il sait sur les réseaux soviétiques en Israël.

## Titre
Boris et Gleb sont les premiers saints canonisés de la principauté de Kiev. Dans le roman, « Boris Gleb » est censé être le nom d'une minuscule bourgade dans la région arctique, servant de poste frontière entre la Norvège et l'Union soviétique.

## Personnages

### Américains et alliés
- Malko Linge : agent contractuel de la CIA, Autrichien, héros du roman.
- Elko Krisantem : son majordome.
- Chris Jones et Milton Brabeck : agents spéciaux de la CIA.
- John Gate : chef de poste de la CIA pour la zone Norvège/Suède.
- Donald (David) Hamilton : honorable correspondant de la CIA à Kirkenes.

### Les fuyards
- Valeri Leonid Oganian
- Rika Oganian : son épouse.
- Marika : leur fille de 4 ans.

### Personnages norvégiens
- Mathilda Larsen : agent des services secrets norvégiens.
- Colonel Kaas : officier supérieur des services secrets norvégiens.
- Sonia Wold : serveuse dans un restaurant.
- Hakon Rsmussen : agent du KGB à Stockholm.
- Arne Jacobsen : conducteur de camion.
- Peter Jacobsen : son père, militant communiste.
- Kyrre Hansen : honorable correspondant du KGB à Kirkenes.
- Lieutenant Lantz : militaire norvégien.
- Ingrid Lantz : son épouse.

### Autres personnages
- Yarik et Aron : agents du Mossad.
- Moshe Porat : agent du Mossad.
- Piotr Sevchenko : agent du KGB.

## Résumé

### Début du roman
Venus d'Israël, Valeri Leonid Oganian, sa femme Rika et leur fille de quatre ans dînent dans un restaurant russe de Stockholm. Pendant cinq ans, Valeri s’est fait passer pour un juif fuyant les persécutions soviétiques alors qu'il est en réalité un agent du KGB. Aujourd’hui, il est prêt à retourner discrètement en URSS pour un motif que lui seul connaît. Durant son séjour en Israël, il est tombé amoureux de Rika et s'est marié avec elle. Il vient de tout révéler à Rika, et celle-ci, par amour pour lui, enceinte de leur second enfant, consent à fuir avec lui. Une équipe du Mossad les traque et entend bien leur faire prendre, de gré ou de force, le prochain avion pour Tel Aviv. L’opération israélienne visant à les intercepter se passe mal et la fillette de quatre ans est tuée accidentellement. Les deux fuyards profitent du tumulte pour s’enfuir par bateau, afin de rejoindre la Norvège (chapitre 1er).

### Aventures
La CIA, qui a eu vent de l’affaire, dépêche sur place Malko Linge. Sa mission : empêcher Oganian d’être tué par les Israéliens, de rejoindre l’URSS et le convaincre d'émigrer aux États-Unis, tout en révélant ce qu'il sait sur les réseaux soviétiques en Israël. Malko quitte donc Stockholm et se rend en Norvège, rejoint par Chris Jones et Milton Brabeck, ainsi que par Elko Krisantem, qui viennent en renfort. Les services secrets norvégiens lui adjoignent Mathilda Larsen, dont c'est la première mission sur le terrain. Malko et ses quatre comparses agents parviennent à faire échouer une seconde tentative d'approche des agents israéliens, et le couple Oganian a le temps de monter vers le nord, à Kirkenes, dans l'optique de passer en URSS par le petit bout de frontière séparant la Norvège de l'Union soviétique (chapitres 2 à 6).
Malko et ses compagnons se rendent avec difficulté à Kirkenes et parviennent à capturer Valeri et Rika Oganian. Les Soviétiques font croire à l'assassinat d'Oganian par le Mossad (chapitres 7 à 11).
Un plan audacieux est mis en œuvre sur proposition des services norvégiens : Malko et Mathilda pourraient se faire passer pour le couple Oganian, afin que les « agents dormants » soviétiques en Norvège soient démasqués. Mathilda approuve ce plan, tandis que Malko ne s'y rallie qu'à contrecœur au regard des risques encourus. Ils se font donc contacter par un agent dormant soviétique (Kyrre Hansen) qui, les prenant pour les Oganian, les cache dans sa maison. Néanmoins, ils sont démasqués dès le lendemain quand Sonia Wold, une serveuse, les reconnaît comme étant des agents des services secrets. Ils sont faits prisonniers. Malko et Mathilda sont d'abord installés dans un sauna dans lequel le chauffage est poussé au maximum ; après plusieurs heures de ce traitement, complètement épuisés, ils sont interrogés. Pour presser les choses, Sonia décide de torturer Mathilda Larsen en introduisant dans le vagin jusqu'à l'utérus un babyliss brûlant. Les hurlements épouvantables de Mathilda font flancher Malko, qui révèle où se trouvent les Oganian (chapitres 12 à 15).
Mathilda et Malko sont ligotés, tandis que les agents dormants vont au lieu où se trouvent les deux prisonniers. Milton Brabeck, qui était resté seul avec eux, est mis hors de combat et les époux Oganian sont libérés par les communistes. Apprenant leur libération et voyant que la situation est complètement désespérée, Malko fait tomber sa chevalière à terre et s'arrange pour que Sonia Wold s'en empare. À la taverne, Elko Krisantem reconnaît la chevalière de Malko au doigt de la serveuse, la suit, et pénètre chez elle alors qu'elle est en train d'avoir une relation amoureuse homosexuelle avec Ingrid Lantz, l'épouse d'un militaire norvégien. Lui plantant une baïonnette dans l'oreille, il la force à révéler ce qu'elle sait sur le sort de Malko et sur l'endroit où se trouvent les Oganian. Sonia lui apprend que le groupe est en route depuis plusieurs heures vers la frontière, et qu'il n'y a aucun moyen de les arrêter. Elko tue Sonia Wold et se rend au domicile du lieutenant Lantz, et lui déclare que s'il ne l'aide pas, sa carrière d'officier est finie. L'homme accepte de l'aider en remettant à Elko une motoneige, une mitrailleuse MG 42 et une carte de la région. Pendant ce temps, Malko,  Mathilda et les Oganian se trouvent à moins de 10 km de la frontière avec l'URSS (chapitres 16 à 18).

### Fin du roman
Avec la motoneige, Elko coupe à travers bois et parvient à repérer la voiture en fuite. Pendant ce temps, le chef de l'antenne de la CIA en Norvège a eu connaissance de la disparition mystérieuse de Malko et de l'évasion des Oganian. Il fait renforcer la surveillance aux frontières et se rend vers la frontière en hélicoptère. Sur ces entrefaites, les fuyards arrivent à Boris Gleb, à quelques centaines de mètres de la frontière. Ils doivent traverser une puissante rivière, et une escouade soviétique les attend de l'autre côté avec un canot à moteur. Alors que les époux Oganian sont sur le point de passer la frontière, Elko Krisantem intervient et tue avec la mitrailleuse plusieurs garde-frontières soviétiques. La panique s'installe. Malko est libéré par Elko. Survient alors l'hélicoptère norvégien, qui atterrit. Dans un accès de terreur, Valeri Oganian tente de franchir la rivière pour rejoindre l'autre rive, mais se noie dans le courant de l'eau glacée, laissant son épouse en proie à la folie. La jeune femme fait une fausse couche, tandis que l'escouade russe se replie. Mathilda Larsen est ramenée de toute urgence à l'hôpital le plus proche, mais elle décède peu après d'une septicémie due aux tortures vaginales infligées par Sonia (chapitres 19 et 20).
Malko retourne tristement en Autriche, sans connaître les motifs de la tentative de passage à l'Est d'Oganian. Quelques jours plus tard, alors qu'il est à une soirée en compagnie d'amis, il apprend le déclenchement de la Guerre du Kippour, et est persuadé qu'Oganian voulait remettre au KGB des secrets militaires israéliens. Nul ne connaîtra le rôle de Malko dans cette histoire (chapitre 21).

## Autour du roman
- Il est fait allusion à la blessure par balle subie par Malko dans Les Trois Veuves de Hong-Kong, qui le fait encore souffrir [4].